# Erling Kagge
Erling Kagge (Oslo, 15 de gener de 1963) és un advocat, explorador, aventurer, col·leccionista d'art i editor noruec.

## Biografia
Kagge és un dels exploradors polars noruecs més reconeguts. És la primera persona a completar el «desafiament dels tres pols» en l'arribar al pol Nord, al pol Sud i al cim de l'Everest. A més, Kagge va ser la primera persona a caminar en solitari fins al pol Sud.
El 1990, Erling Kagge i Børge Ousland van ser les primeres persones a arribar fins al pol Nord sense suport exterior. L'expedició va començar a l'illa Ellesmere el 8 de març de 1990 i va arribar al pol Nord al cap de 58 dies, el 4 de maig de 1990. Van viatjar, aproximadament, uns 800 km en esquís arrossegant les seves vitualles en un trineu.
El 1992-93, Kagge va completar la primera expedició sense suport al pol Sud, recorrent 1310 km en 52 dies. Durant aquesta expedició no va tenir contacte per ràdio amb el món exterior. Va aparèixer en l'edició internacional de la revista Time de l'1 de març de 1993. El 1994, Kagge va fer el cim de l'Everest, convertint-se en la primera persona a completar el «desafiament dels tres pols».
Després del rècord en aconseguir els tres pols, Kagge va matricular-se a la Universitat de Cambridge per a cursar estudis de filosofia durant tres semestres. El 1996, va fundar l'editorial Kagge Forlag, la qual ràpidament va créixer fins a esdevenir una de les cases editorials més reeixides de Noruega. El 2000, Kagge Forlag va comprar l'empresa editorial més antiga de Noruega, JM Stenersens Forlag. Erling Kagge ha escrit nombrosos llibres dels que s'han venut més de 100.000 còpies.

## Obra publicada
- Kagge, Erling (1990). Nordpolen: Det consisteix kappløpet. JW Cappelens Forlag. ISBN 82-02-12406-9
- Kagge, Erling (1993). Alene til Sydpolen. Cappelen. ISBN 82-02-14087-0
- Kagge, Erling (1994). På Eventyr. NW Damm & Son. ISBN 82-517-8081-0
- Kagge, Erling (1994). Pole to Pole & Beyond. NW Damm & Son. ISBN 82-517-8082-9
- Kagge, Erling (2007). Philosophy for Polar Explorers: What They Do not Teach You in School. Pushkin Press. ISBN 1-901285-69-3
- Kagge, Erling (2015). A Poor Collector's Guide to Buying Great Art. Kagge Forlag
- Kagge, Erling (2015). Manhattan Underground. World Editions.
- Kagge, Erling (2017). Silence: In the Age of Noise. Pantheon. ISBN 15-247-3323-7; [El silenci en temps de soroll, Edicions 62][6]
- Kagge, Erling (2019). Walking: One Step At a Time. Knopf Doubleday ISBN 978-1524747848